# As Somozas
As Somozas (galicisch und offiziell; spanisch Somozas) ist eine spanische Gemeinde in der Provinz A Coruña der Autonomen Gemeinschaft Galicien. Die Gemeinde hat 1.068 Einwohner (Stand: 2024).

## Geschichte
Die Gemeinde als solche wurde 1836 geschaffen zunächst Santiago Seré de las Somozas, was mit dem Namen ihres größten Parroquia übereinstimmt. Im Jahr 1845 wurde die Parroquia Recemel, die zur Gemeinde Moeche gehörte, eingemeindet.

## Bevölkerungsentwicklung der Gemeinde
Legende: Somozas___As Somozas

Quelle: INE-Archiv – grafische Aufarbeitung für Wikipedia

## Gemeindegliederung
Die Gemeinde As Somozas ist in vier Parroquias gegliedert:
| Parroquias   | Patrozinium   | Einwohner 2024 | Fläche km² | Dichte Einw./km² | Höhe msnm | Ortskennzahl |
| ------------ | ------------- | -------------- | ---------- | ---------------- | --------- | ------------ |
| As Enchousas | San Pedro     | 44             | 8,08       | 5                | 296       | 15081010000  |
| Recemel      | Santa María   | 344            | 22,07      | 16               | 319       | 15081020000  |
| Seixas       | Santa María   | 93             | 19,79      | 5                | 454       | 15081030000  |
| As Somozas   | Santiago Seré | 587            | 21,09      | 28               | 0         | 15081040000  |

## Wirtschaft
| Ackerbau, Viehzucht und Fischerei                                                  | 048 | 08,71  |
| Industrie                                                                          | 088 | 015,97 |
| Bauwirtschaft                                                                      | 040 | 07,26  |
| Dienstleistungsbetriebe                                                            | 193 | 068,06 |
| Total                                                                              | 551 | 100,00 |
| * Daten aus dem Statistischen Amt für Wirtschaftliche Entwicklung in Galicien, IGE |     |        |

Die Wirtschaft ist zwar stark landwirtschaftlich geprägt, diese verliert aber mit dem Wachstum des Industriegebiets Somozas an Gewicht. Hier wurden Industrien angesiedelt, die sich neuen Technologien widmen, wie z. B. dem Bau von Windturbinen und Anlagen für die Aufbereitung von Industriematerialien und Recycling.